# Bogota (Nueva Jersey)
Bogota es un borough ubicado en el condado de Bergen en el estado estadounidense de Nueva Jersey. En el año 2000 tenía una población de 8.249 habitantes y una densidad poblacional de 4,190.7 personas por km².

## Geografía
Bogota se encuentra ubicado en las coordenadas 40°52′26″N 74°1′40″O / 40.87389, -74.02778.

## Demografía
Según la Oficina del Censo en 2000 los ingresos medios por hogar en la localidad eran de $59,813 y los ingresos medios por familia eran $69,841. Los hombres tenían unos ingresos medios de $49,347 frente a los $36,406 para las mujeres. La renta per cápita para la localidad era de $25,505. Alrededor del 4% de la población estaba por debajo del umbral de pobreza.